# 1957年11月7日月食
1957年11月7日月食为一次在协调世界时1957年11月7日出現的月全食。該次月食半影食分為2.122、全影食分為1.035。偏食維持了104分，全食維持15分。

## 概述
這次月食的食分是2.84，偏食維持了104分，全食維持15分。

## 基本參數
- 類型：月全食
- 食甚資料：
  - 日期：1957年11月7日
  - 時間：14:27
  - 月球位置：赤經2.84度、赤緯15.9度
  - 食分：半影食分：2.122、全影食分：1.035
  - 持續時間：偏食104分、全食15分

## 外部連結
- NASA月食專頁（页面存档备份，存于）（英文）